# Panasonic Lumix DC-GH5
Die Lumix DC-GH5 ist ein digitales, spiegelloses Systemkameragehäuse von Panasonic im herstellerübergreifenden Micro-Four-Thirds-System. Sie ist die Nachfolgerin der Lumix DMC-GH4, wurde im Herbst 2016 vorgestellt und Ende März 2017 eingeführt. Sie ist die erste spiegellose Systemkamera, die Filme mit einer Datenübertragungsrate von bis zu 400 Megabit pro Sekunde beziehungsweise 3 Gigabyte pro Minute und im 6K-Modus (18 Megapixel pro Bild) aufnehmen kann. Ferner erlaubt sie eine 4:2:2-Farbunterabtastung und eine Farbtiefe von 10 Bit.
Das Anfang 2018 vorgestellte Schwestermodell Lumix DC-GH5S ist mit nur 10 Millionen Bildpunkten ausgestattet und erlaubt die Verwendung von höheren Belichtungsindizes.
Das im Frühjahr 2021 vorgestellte Nachfolgermodell Lumix DC-GH5M2 („M2“ steht als Abkürzung für „Mark II“, also für die zweite Generation) ist ähnlich ausgestattet. Die wesentlichen technischen Unterschiede liegen in der verbesserten Entspiegelung der Bildsensoroberfläche, erweiterten Videoeinstellungen inklusive der Möglichkeit nicht nur über den Universal Serial Bus (USB), sondern auch über Wireless Local Area Network (WLAN) Live-Streams zu versenden.
Im Jahr 2022 wurde zusätzlich das höherwertige Modell Panasonic Lumix DC-GH6 mit einer Bildauflösung von 25 Megapixeln und erweiterten Videofunktionen sowie einer integrierten aktiven Bildsensorkühlung auf den Markt gebracht.

## Technische Merkmale
Das Kameragehäuse aus einer Magnesiumlegierung ist mit einem schwenk- und klappbaren, berührungsempfindlichen Monitor, einem elektronischen Sucher mit Dioptrienausgleich, einem Blitzschuh ausgestattet.
Neben den Objektiven mit Micro-Four-Thirds-Bajonettverschluss können wegen des geringen Auflagemaßes von 20 Millimetern über Objektivadapter fast alle Objektive mit hinreichend großem Bildkreis angeschlossen werden.
Die GH5 arbeitet sowohl bei Stehbild- als auch bei Bewegtbildaufnahmen ausschließlich im Live-View-Modus mit manueller Entfernungseinstellung mit Softwarelupe oder mit einem vielseitigen Autofokussystem mit Kontrastmessung, das auch Gesichter erkennen und Motive verfolgen kann. Mit Hilfe des elektronischen Verschlusses können auch Stehbilder praktisch geräuschlos aufgenommen werden.
Über eine WLAN-Verbindung kann die Kamera von Smartphones, Tablet-PCs oder mobilen und stationären Computern gesteuert und ausgelesen werden. Für die Fernsteuerung mit einem Computer (Tethered Shooting) mit den Betriebssystemen Microsoft Windows und iOS gibt es die kostenlose Software Lumix Tether.

## Eigenschaften
Gegenüber dem Vorgängermodell Lumix DMC-GH4 weist die GH5 unter anderem folgende Veränderungen auf:
- Ausstattung
  - Größerer Monitor mit 1,6 Millionen Bildpunkten
  - Elektronischer Sucher mit über drei Millionen Bildpunkten
  - Zwei SD-Speicherkartenfächer mit Unterstützung des Standards UHS-I/UHS-II-Speed-Klasse 3
  - Bildsensor mit 20 Megapixel
- Autofokus
  - 480 Bilder pro Sekunde für die Steuerung[7]
  - 225 Messfelder
- Stehbildaufnahmen
  - Fokus-Stacking
  - Langzeitbelichtung nur bis zu einer halben Stunde
  - 4K-Foto-Modus (8 Megapixel) mit 60 Bildern pro Sekunde
  - 6k-Foto-Modus (18 Megapixel) mit 30 Bildern pro Sekunde
- Bewegtbildaufnahmen
  - Datenübertragungsrate von bis zu 400 Megabit pro Sekunde
  - 4:2:2-Farbunterabtastung und 10 Bit Farbtiefe
  - Keine zeitliche Begrenzung

## Auszeichnungen
Im April 2017 wurde das Kameragehäuse von der Technical Image Press Association (TIPA) als die beste professionelle Foto-/Videokamera des Jahres 2017 ausgezeichnet.
Im August 2017 wurde das Kameragehäuse von der Vereinigung von Fachzeitschriften European Imaging and Sound Association (EISA) als bestes Modell der Kategorie „Photo & Video Camera 2017–2018“ ausgezeichnet.

## Galerie

Panasonic Lumix DC-GH5
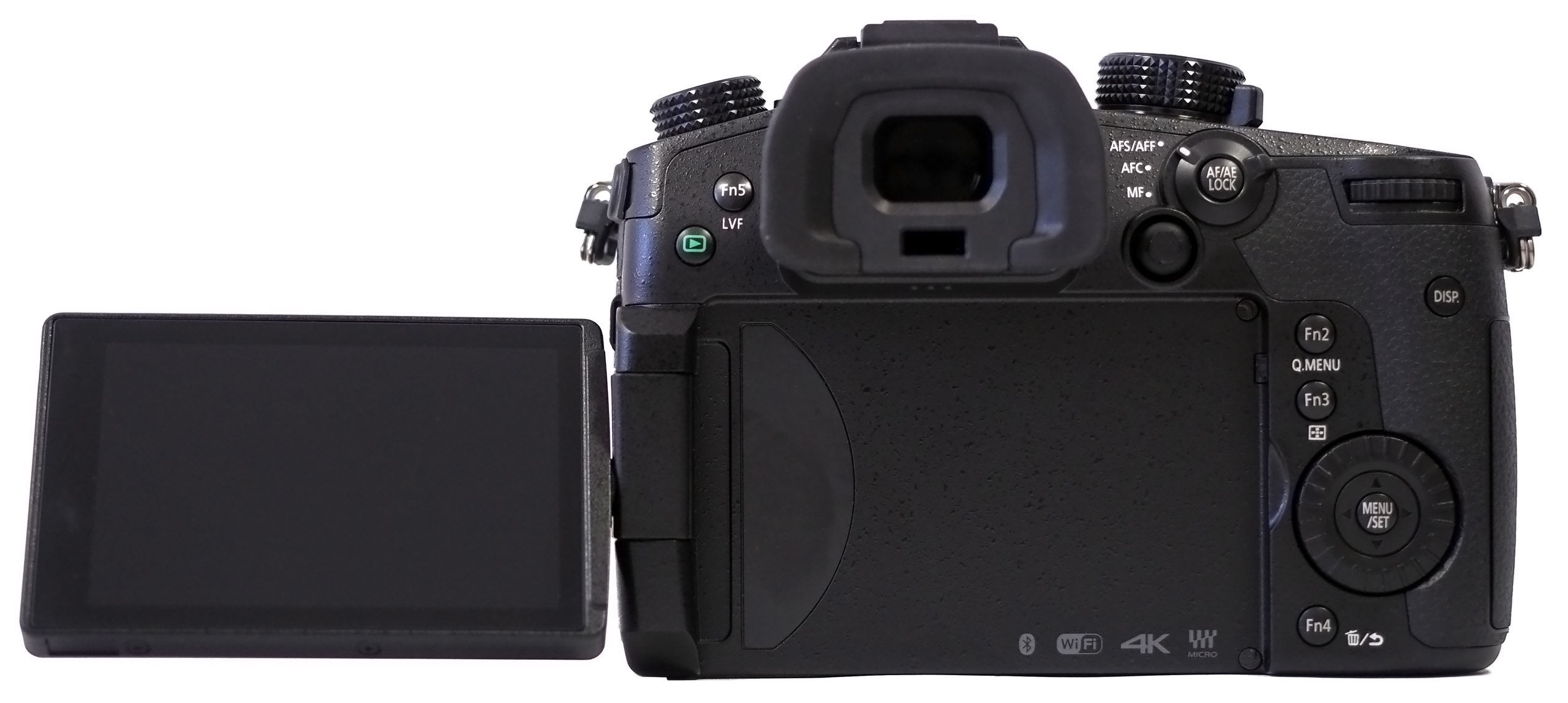
Rückansicht mit aufgeklapptem Bildschirm
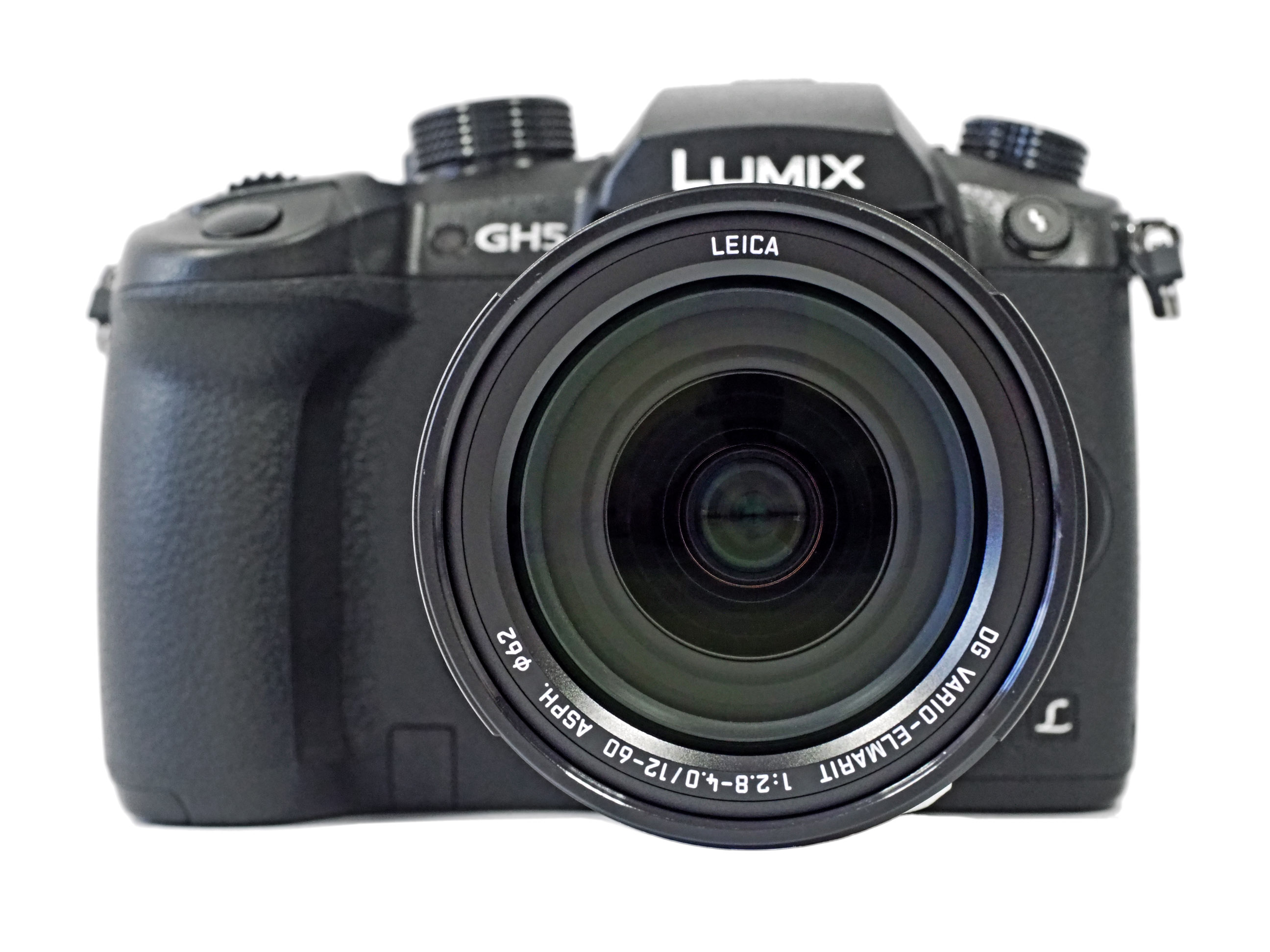
Frontansicht mit Objektiv Leica DG Vario-Elmarit 12–60 mm f/2.8–4.0
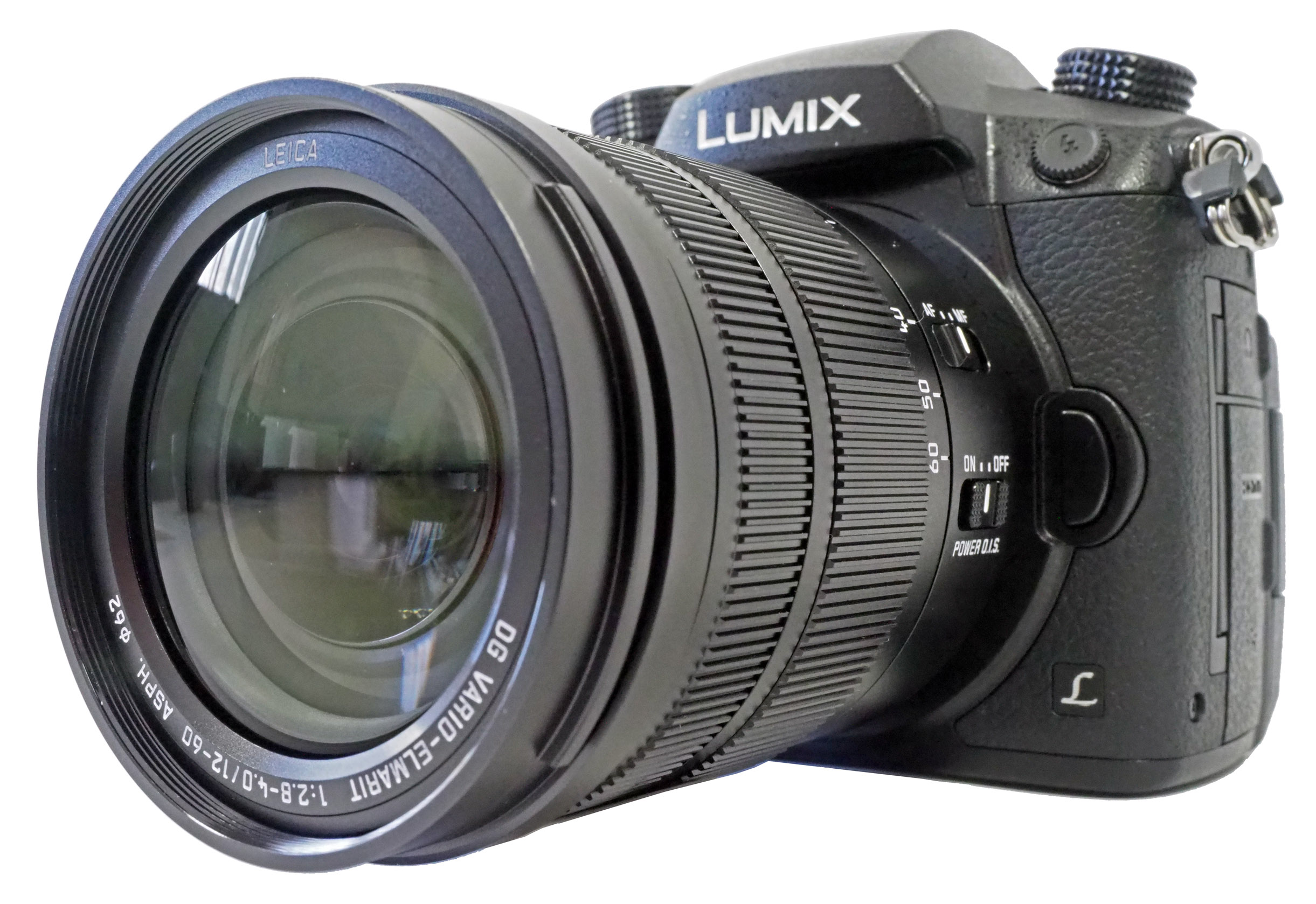
Perspektivische Ansicht mit Objektiv Leica DG Vario-Elmarit 12–60 mm f/2.8–4.0